# 遂渓県
遂渓県（すいけいけん）は中華人民共和国広東省湛江市に位置する県。

## 地理
遂渓県は中国大陸最南端の雷州半島北部に位置している。

## 歴史
742年（天宝元年）、唐により遂渓県が設置された。

## 行政区画
下部に1街道、15鎮を管轄する
- 街道
  - 遂城街道
- 鎮
  - 附城鎮、黄略鎮、洋青鎮、界炮鎮、楽民鎮、江洪鎮、楊柑鎮、城月鎮、烏塘鎮、建新鎮、嶺北鎮、北坡鎮、港門鎮、草潭鎮、河頭鎮